# یواس‌اس کاندید (ای‌ام-۱۵۴)
یواس‌اس کاندید (ای‌ام-۱۵۴) (به انگلیسی: USS Candid (AM-154)) یک کشتی بود. این کشتی در سال ۱۹۴۲ ساخته شد.